# Maladie transmissible

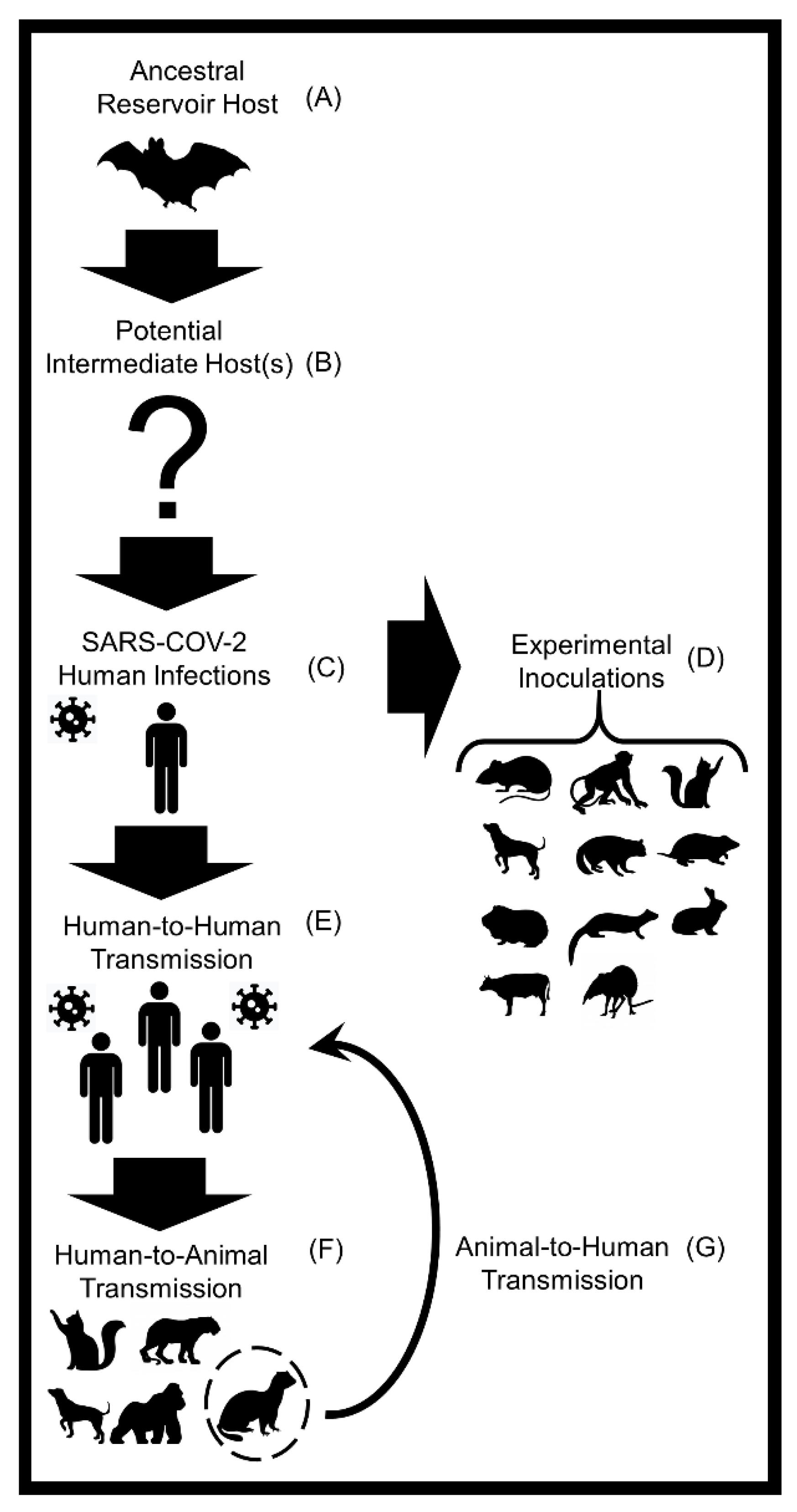
Des infections réussies en laboratoire par le SRAS-CoV-2 ont été signalées chez les mammifères suivants : chiens domestiques, chats domestiques, furets, lapins, chiens viverrins, hamsters, souris, musaraignes arboricoles, bovins et plusieurs espèces de primates non humains

Une maladie transmissible est une maladie qui peut passer d'une personne infectée à une autre personne auparavant non infectée.

## Moyens de transmission
- Toux ou éternuements
- Contact physique direct (y compris les contacts sexuels)
- Contacts indirects (surface infectée, etc.)
- Transmission par le milieu ambiant (Le virus est propagé en fonction de l'environnement extérieur, comme l'air ou l'eau dans une piscine).
- Ingestion (nourriture, liquides, eau infectée, etc.)

et enfin par vecteurs de transmissions (insectes ou autres animaux)

## Symptômes
Pour survivre, les micro-organismes doivent avoir une façon d'être transmis d'un hôte à un autre. Les agents infectieux sont généralement spécialisés pour un mode particulier de transmission. Prenons exemple sur les voies respiratoires, un virus ou une bactérie qui provoque son hôte à développer les symptômes de toux et les éternuements a un grand avantage de survie, il est beaucoup plus susceptible d'être éjecté d'un hôte et de procéder à un autre hôte. C'est aussi pour cette raison que de nombreux micro-organismes causent la diarrhée.

## Lieu d'entrée
En médecine, un lieu d'entrée est un point sur le corps, où un agent pathogène pénètre.
Il existe différents lieux d'entrée :
- Voies respiratoires
- Voies intraveineuses
- Voies orales

## Maladies transmissibles par voies respiratoires
Les maladies qui sont généralement propagées par la toux ou les éternuements sont les suivantes :
- Méningite bactérienne
- Varicelle
- Rhinopharyngite
- Covid-19
- Grippe
- Angine streptococcique
- Tuberculose
- Rougeole
- Rubéole
- Coqueluche
- Pneumonie

## Maladies transmissibles par voies orales
Les maladies qui sont généralement propagées par voies orales sont les suivantes :
- Choléra
- Hépatite A
- Poliomyélite
- Rotavirus
- Salmonellose
- Cytomegalovirus
- Mononucléose infectieuse

## Maladies transmissibles par voies sexuelles
Voir Infection sexuellement transmissible Comme (S.I.D.A (VIH))

## Maladies transmissibles par contact direct
Les maladies qui sont généralement propagées par contact direct (toucher, salive, selles, muqueuses, yeux) sont les suivantes :
- Pied d'athlète
- Impétigo
- Syphilis
- Pneumonie virale (Covid-19)

## Maladies dont la transmission iatrogénique est notable
Les maladies qui sont propagées par acte médical (seringues infectées... ) sont notamment les suivantes :
- Hepatite C
- Maladie de Creutzfeldt-Jakob
- Staphylococcus aureus résistant à la méticilline
- VIH (Sida)